# Invasión italiana de Albania
La invasión italiana de Albania fue una breve campaña militar realizada del 7 al 12 de abril de 1939, por parte del Reino de Italia contra el Reino de Albania. El conflicto fue el resultado de la política imperialista del dictador fascista italiano Benito Mussolini. Albania fue invadida rápidamente, su gobernante, el rey Zog I, se vio obligado a exiliarse y el país pasó a formar parte del Imperio italiano como un reino separado en la unión personal con la corona italiana.

## Situación
Albania siempre había sido de considerable importancia estratégica para el Reino de Italia. Los estrategas navales italianos codiciaron el puerto de Vlorë y la isla de Sazan a la entrada de la bahía de Vlorë, ya que darían a Italia el control de la entrada del mar Adriático. Además, Albania podría proporcionar a Italia acceso a los Balcanes. Antes de la Primera Guerra Mundial, Italia y Austria-Hungría habían sido fundamentales en la creación de un estado albanés independiente. Con el estallido de la guerra, Italia había aprovechado la oportunidad de ocupar la mitad sur de Albania, para evitar que lo fuese por los austro-húngaros. Ese éxito no duró mucho tiempo, ya que la resistencia de Albania durante la posterior guerra de Vlora y los problemas internos de la posguerra obligó a Italia a retirarse en 1920. El deseo de compensar este fracaso embarazoso fue uno de los principales motivos de Benito Mussolini para invadir Albania.
Cuando Mussolini tomó el poder en Italia, retomó su interés en Albania. Italia comenzó la penetración en la economía del país en 1925, cuando Albania accedió a permitirle explotar sus recursos minerales. A esto le siguieron el primer Tratado de Tirana de 1926 y el segundo Tratado de Tirana de 1927, en virtud de los cuales Italia y Albania establecieron una alianza defensiva. El gobierno y la economía de Albania estaban subvencionados por los préstamos italianos, el ejército de Albania fue adiestrado por instructores militares italianos y se promovió el asentamiento colonial italiano. A pesar de la fuerte influencia italiana, el rey Zog I se negó a ceder por completo a la presión italiana. En 1931 se opuso abiertamente a los italianos al no renovar el Tratado de Tirana de 1926. Después de que Albania firmase acuerdos comerciales con Yugoslavia y Grecia en 1934, Mussolini hizo un intento fallido para intimidar a los albaneses mediante el envío de una flota de buques de guerra a Albania.
A medida que la Alemania nazi se anexionó Austria y se acercaba a Checoslovaquia, Italia se vio a sí misma como el miembro menor del Pacto de Acero. El inminente nacimiento de un niño de la familia real albanesa significaba que Zog tendría la posibilidad de crear una dinastía. Después de que Hitler invadiera Checoslovaquia (15 de marzo de 1939) sin notificar a Mussolini por adelantado, el dictador italiano decidió emprender la anexión de Albania, como acción paralela a la alemana. El rey italiano Víctor Manuel III criticó el plan de tomar Albania, tildándolo de riesgo innecesario. Roma, sin embargo, dio un ultimátum a Tirana el 25 de marzo de 1939, exigiendo su consentimiento para la ocupación italiana de Albania. Zog se negó a aceptar dinero a cambio de permitir una toma de posesión italiana completa y la consiguiente colonización de Albania.
El gobierno de Albania trató de mantener en secreto la noticia del ultimátum italiano. Mientras que Radio Tirana insistía en que no pasaba nada, la gente comenzó a sospechar y la noticia del ultimátum italiano se extendió a partir de fuentes extraoficiales. El 5 de abril nació el hijo del rey y se anunció la noticia con salvas de cañonazos. El pueblo albanés salió a las calles alarmado, pero la noticia del príncipe recién nacido los calmó. La gente sospechaba que algo más estaba pasando, lo que suscitó una manifestación contra Italia en Tirana ese mismo día. El 6 de abril hubo varias manifestaciones en las principales ciudades de Albania. Esa misma tarde, cien aviones italianos sobrevolaron Tirana, Dirraquio y Valona, tirando panfletos propagandísticos en los que se animaba al pueblo albanés a someterse a la ocupación italiana. La gente se enfureció por esta demostración de fuerza y pidió al gobierno que resistiese y liberase a los albaneses detenidos por «comunistas». La multitud gritaba: «¡Dadnos armas! ¡Nos están vendiendo! ¡Estamos siendo entregados!». Mientras que se producía la movilización de las reservas, muchos oficiales de alta graduación abandonaron el país. También el gobierno se estaba desvaneciendo. El ministro del Interior, Musa Juka, abandonó el país con destino a Yugoslavia ese mismo día. Mientras que el rey Zog transmitió a la nación que iba a resistir a la ocupación italiana, la gente sentía que estaba siendo abandonada por su gobierno.

## Desarrollo de la invasión
Los planes originales italianos para la invasión llamados era un máximo de 50 000 hombres apoyados por 137 unidades navales y 400 aviones. En última instancia, la fuerza de invasión creció a 100 000 hombres apoyados por 600 aviones. El 7 de abril las tropas de Mussolini, dirigidas por el general Alfredo Guzzoni, invadieron Albania, atacando todos los puertos albaneses simultáneamente. Había 65 unidades en Sarandë, 40 en Vlorë, 38 en Durrës, 28 en Shëngjin y 8 más en Bishti i Pallës.

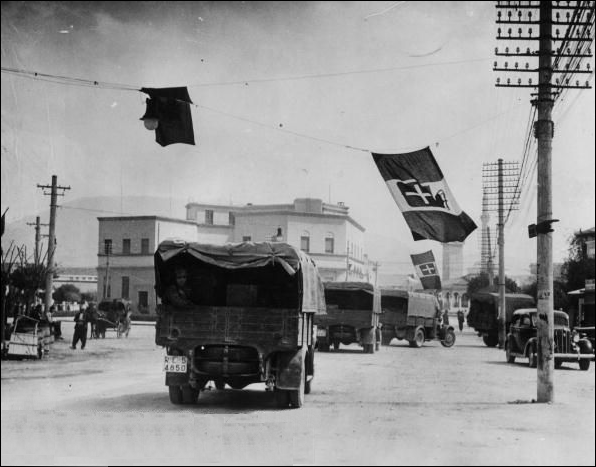
Fuerzas italianas en Albania el 7 de abril de 1939.

Por su parte, el ejército regular de Albania tenía quince mil soldados pobremente equipados que habían sido entrenados por oficiales italianos. El plan de rey Zog fue montar una resistencia en las montañas, dejando los puertos y las principales ciudades indefensas; pero agentes italianos que ya estaban en Albania como instructores militares lo sabotearon. Los albaneses descubrieron que las piezas de artillería habían sido desactivadas y no había municiones. Como consecuencia, la resistencia principal correspondió a los gendarmes y pequeños grupos de patriotas.
En Dirraquio, un grupo de tan solo trescientos sesenta albaneses, en su mayoría gendarmes y gente del pueblo, dirigidos por Abaz Kupi, el comandante de la gendarmería de la ciudad, y Mujo Ulqinaku, un funcionario de la marina, trataron de detener el avance italiano. Equipados solo con armas pequeñas y tres ametralladoras, lograron mantener a raya a los italianos durante varias horas hasta que un gran número de pequeños tanques desembarcaron de los barcos italianos. Después de esto, la resistencia local comenzó a desmoronarse y en cinco horas Italia había tomado la ciudad.
Hacia las 13:30 (hora local) del primer día, todos los puertos albaneses estaban en manos italianas. Ese mismo día, el rey Zog, su esposa, la reina Geraldina de Albania y su hijo pequeño Leka huyeron a Grecia, llevando consigo parte de las reservas de oro del Banco Central de Albania. Al conocer la noticia, una turba atacó las cárceles, liberó a los prisioneros y saqueó la residencia del monarca. A las 9:30 del 8 de abril, las tropas italianas entraron en Tirana y se apoderaron rápidamente de todos los edificios gubernamentales. Columnas italianas de soldados marcharon a Escútari, Fier y Elbasan. Escútari se rindió en la noche después de doce horas de combate. Sin embargo, dos oficiales de guarnición del castillo de Rozafa se negaron a obedecer la orden de alto el fuego y continuaron luchando hasta que se quedaron sin municiones. Las tropas italianas más tarde rindieron homenaje a las albanesas de Escútari que habían detenido su avance por un día entero. Durante el avance italiano en Escútari la turba sitió la cárcel y liberó a unos doscientos prisioneros.
El número de víctimas en estas batallas es aún objeto de disputa. Las fuerzas militares italianas sostuvieron que en Dirraquio murieron veinticinco italianos y noventa y siete resultaron heridos, mientras que ciento sesenta albaneses murieron y varios cientos fueron heridos. La población de la ciudad declaró que unos cuatrocientos italianos habían muerto. Para encubrir sus pérdidas inmediatamente, los italianos se llevaron los cadáveres y se lavaron el puerto y las calles.
El 12 de abril, el Parlamento de Albania votó deponer a Zog y anexionar la nación con Italia en una «unión personal», ofreciendo la corona de Albania al rey italiano Víctor Manuel III. El Parlamento nombró primer ministro al mayor terrateniente de Albania, Shefqet Vërlaci. Vërlaci se desempeñó como jefe de Estado interino durante cinco días hasta que Víctor Manuel III aceptó formalmente la corona de Albania en una ceremonia en el Palacio del Quirinal en Roma. Víctor Manuel III nombró a Francesco Jacomoni di San Savino, exembajador en Albania, para representarlo en Albania como «teniente general del rey» (de hecho, un virrey).